# Straßenmeisterei

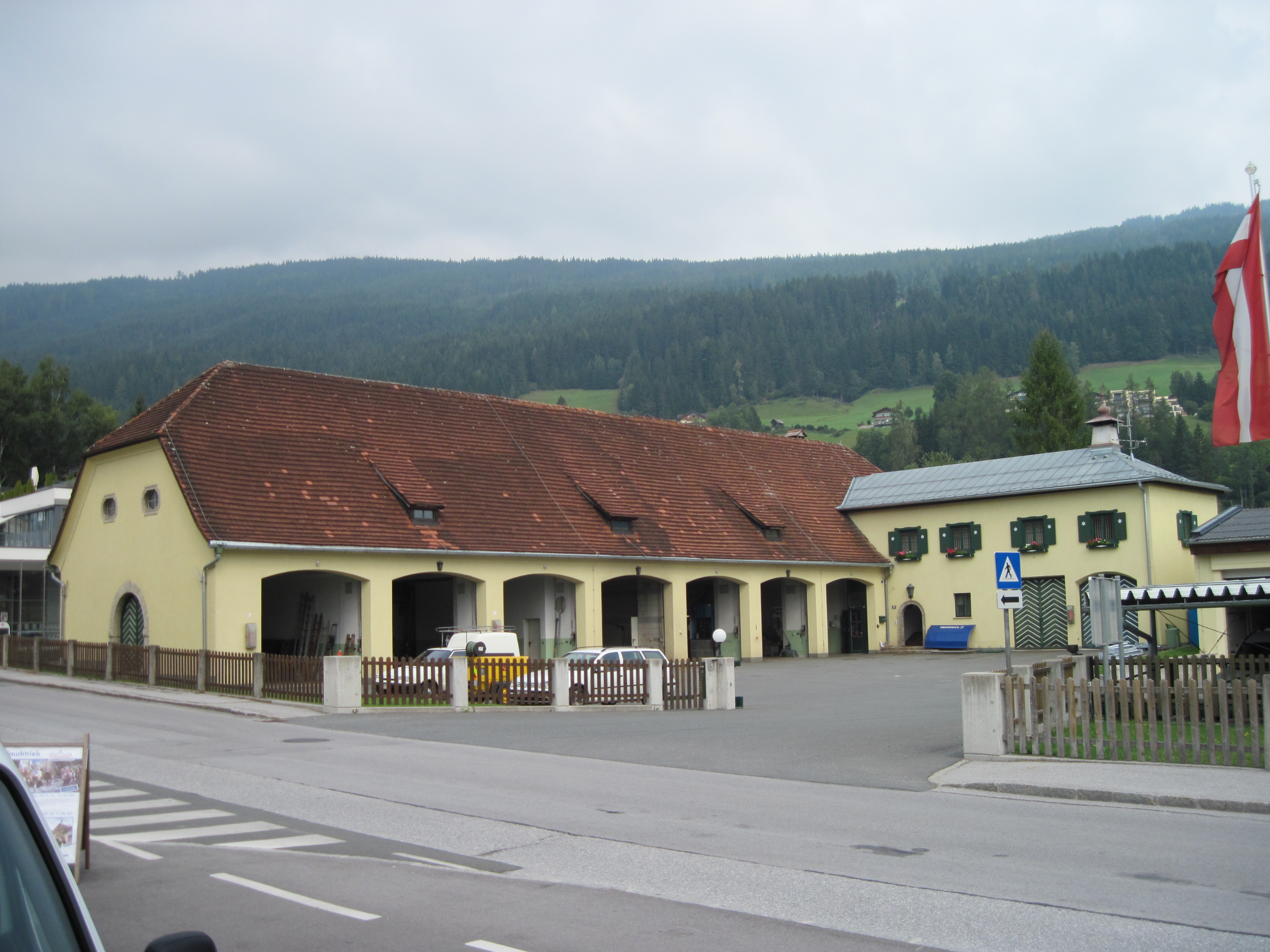
Een Straßenmeisterei nabij Radstadt in Oostenrijk

Straßenmeisterei is in Duitsland en Oostenrijk de naam van de overheidsinstantie die verantwoordelijk is voor het onderhoud van wegen. De Zwitserse Werkhof heeft een overeenkomstige taak.
In Duitsland worden Straßenmeistereien (voor o.a. Bundesstraßen) en Autobahnmeistereien (voor Autobahnen) onderscheiden, maar de structuur en taak van beide instanties is dezelfde.
Een Straßen- of Autobahnmeister is de persoon, die de leiding over een dergelijke instantie heeft. In de meeste Duitse deelstaten dient deze persoon een wegenbouwkundig ingenieur te zijn, in o.a. Beieren is de kwalificatie-eis lager.
Iedere Straßenmeisterei draagt de verantwoording voor de eraan toegewezen wegen in een bepaald gebied.
In Duitsland bestaan circa 180 Autobahnmeistereien en circa 580 Straßenmeistereien. De depots van gemeentewerken, die de gemeentewegen onderhouden, worden in Duitsland Bauhof (meervoud: Bauhöfe) genoemd. Zwitserland kent circa 45 Werkhöfe. In Oostenrijk bestaan 27 Autobahnmeistereien.

## Verantwoordelijke instanties
Sinds 1 januari 2021 vallen de Duitse Autobahnmeistereien onder de in 2018 opgerichte Die Autobahn GmbH des Bundes, een staatsonderneming met 11 regionale afdelingen, die o.a. uit de vrachtwagentol op de Duitse Autobahnen en uit de Duitse motorrijtuigenbelasting wordt gefinancierd. De Straßenmeistereien vallen onder de Duitse deelstaten.
In Oostenrijk vallen de Autobahnmeistereien onder de in 1982 opgerichte staatsonderneming ASFiNAG, die een soortgelijk doel heeft als de Duitse Autobahn GmbH.
In Zwitserland vallen de Werkhöfe onder de overheidsinstantie Bundesamt für Strassen ASTRA.

## Taken
Het zeer brede takenpakket van een Straßen- of Autobahnmeisterei resp. een Werkhof omvat grosso modo het volgende:
- regelmatige trajectcontroles en het vervullen van de aan de overheid opgelegde plicht, te zorgen dat de wegen veilig gebruikt kunnen worden
- onderhoud aan wegen en viaducten. Groot onderhoud kan aan gespecialiseerde aannemers worden uitbesteed.
- toezicht op o.a. het zicht voor weggebruikers tijdens wegwerkzaamheden
- het bij ongevallen afzetten en vrijmaken en -houden van de weg, eerst voor hulpdiensten, daarna o.a. door het verwijderen van wrakstukken e.d., het weer vrijmaken van de weg voor het verkeer; voor noodgevallen moet 24/7 menskracht en voertuigen inzetbaar zijn
- winterdienst: sneeuwruimen; gladheidsbestrijding door strooien e.d.
- onderhoud en schoonmaak van vangrails, straatmeubilair, wegwijzers, verkeerslichten, matrixborden, verkeersborden e.d.
- groenonderhoud, waaronder snoeien van bomen e.d. waar nodig, en het controleren van bomen langs de weg of deze gevaar opleveren, en zo nodig het verwijderen daarvan
- onderhoud en schoonmaak van parkeer- en rustplaatsen langs de wegen
- idem van waterafvoerinstallaties langs de weg, zoals drainages en riolen
- idem van het eigen wagenpark
- het verlenen van opdrachten voor, en toezicht op door derden uitgevoerd (groot) wegonderhoud, zowel ter plaatse als budgettair/architecturaal/juridisch
- het voor alle betrokkenen veilig maken en houden van plekken, waar aan de weg wordt gewerkt
- overig wegbeheer, waaronder het begeleiden van uitzonderlijke transporten
- beheer van in de weg aanwezige beweegbare of afsluitbare bruggen en tunnels
- administratieve taken, waaronder het behandelen van verzoeken van burgers, die met de wegen te maken hebben
- diverse bestuurstaken, waaronder het zitting nemen in commissies, die ongevallen moeten onderzoeken
- controle op, en inspreken in plannen van derde partijen, die het gebruik van de weg kunnen beïnvloeden
- controle op en begeleiding van plannen voor bijvoorbeeld voetgangerstunnels, stroomkabels, gas- of rioolpijpen e.d. die het tracé van de weg moeten kruisen, en tijdens de bouw of aanleg daarvan toezicht hierop.

## Uitrusting
In Duitsland is een Autobahnmeisterei voor gemiddeld 65 km Autobahn en een Straßenmeisterei voor gemiddeld 275 km weg verantwoordelijk.
Iedere Straßen- of Autobahnmeisterei heeft tussen 20 en 60 medewerkers, en beschikt doorgaans over:
- een aantal voertuigen voor uiteenlopende doeleinden, zoals strooiwagens, auto's met daarin telecommunicatie-apparatuur, materialen en gereedschappen om snel de vereiste werkzaamheden te kunnen uitvoeren
- een terrein met één of meer gebouwen, met specifiek voor hun taken:
  - een werkplaats voor het onderhoud aan de voertuigen e.d. en voor het produceren van wegafzettingen, waarschuwingsborden e.d.
  - een hal of silo voor de opslag van strooizout.
- eventueel kleinere steunpunten, ook voorzien van één of meer van bovenstaande items

Straßen- of Autobahnmeistereien zijn vaak op bedrijventerreinen aan een hoofdweg of dicht bij een Autobahn te vinden.

## Afbeeldingen

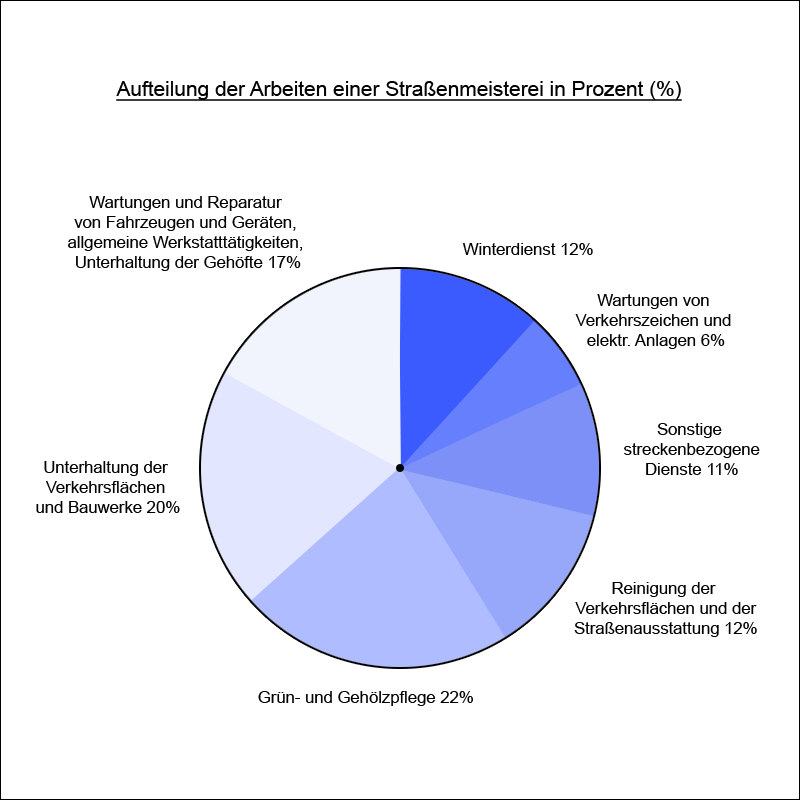
Taartdiagram taken Straßenmeisterei (Duitsland)
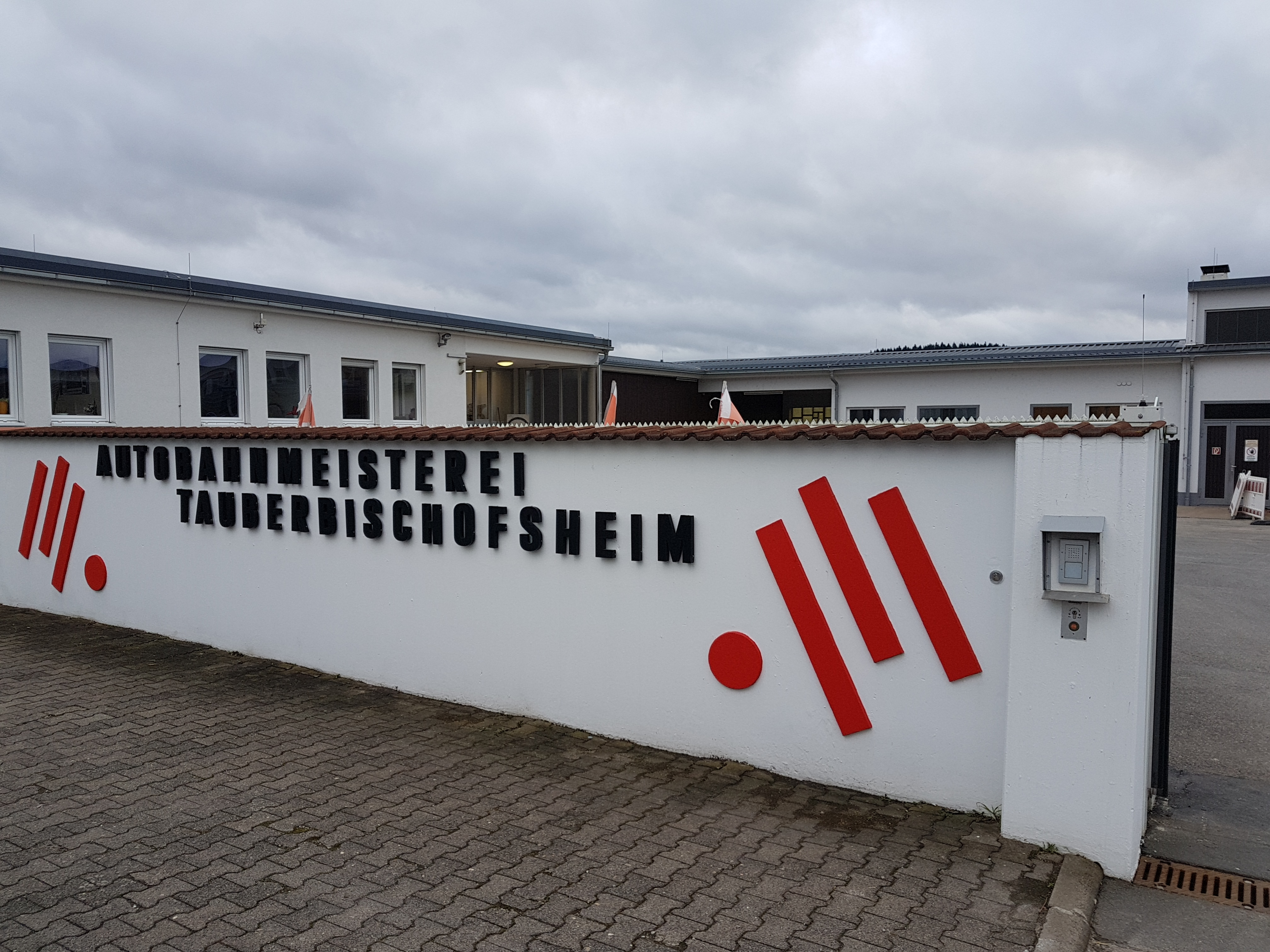
Autobahnmeisterei Tauberbischofsheim (Beieren)
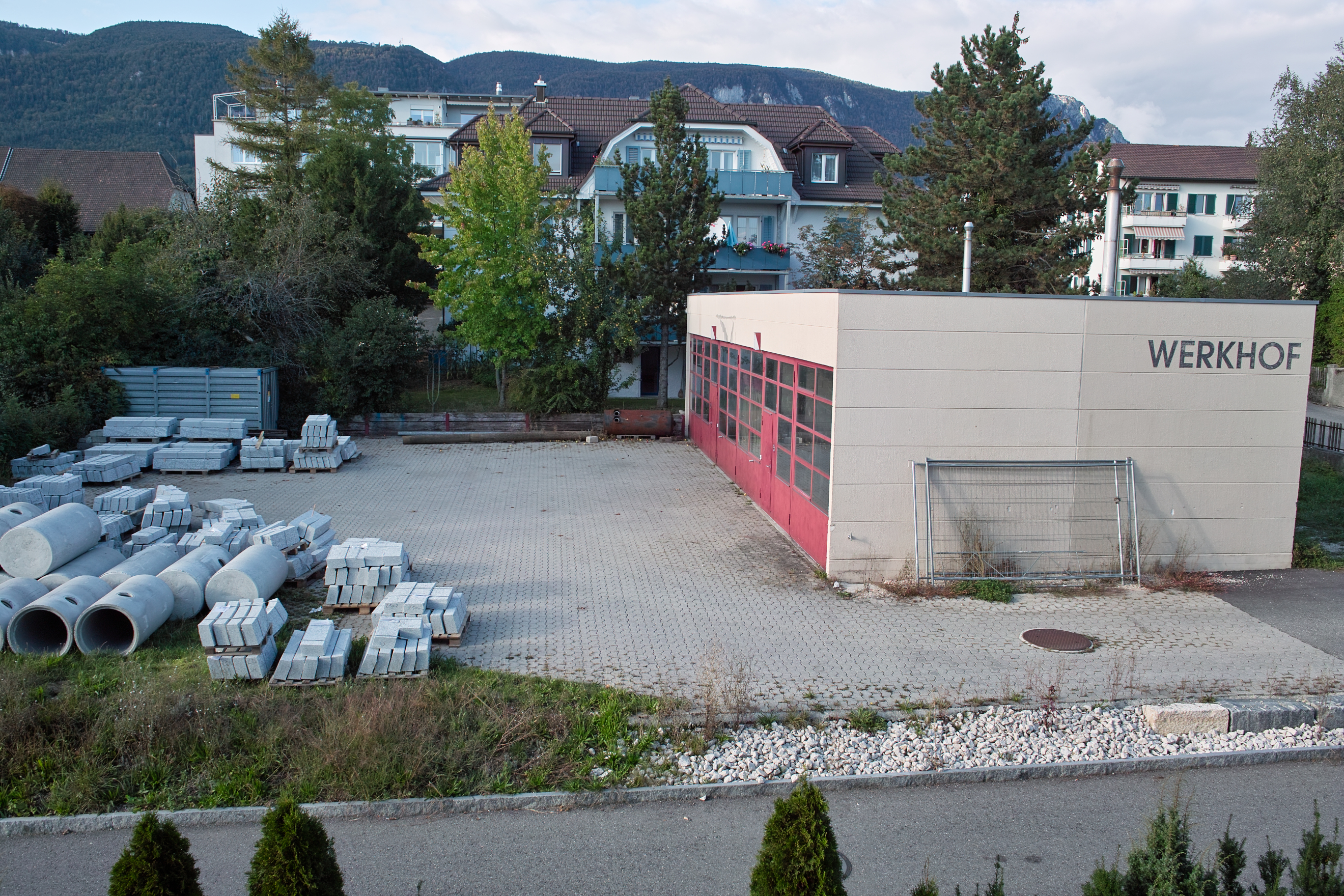
Werkhof te Langendorf, Zwitserland